# Nagy Alfréd (opera)
A Nagy Alfréd (olaszul Alfredo il grande) Gaetano Donizetti kétfelvonásos operája (melodramma seria). A szövegkönyvet Andrea Leone Tottola írta valószínűleg Bartolomeo Merelli azonos című, Johann Simon Mayrnak írt librettója alapján. Az ősbemutatóra 1823. július 2-án került sor a nápolyi Teatro di San Carlóban. Magyarországon még nem játszották.

## Szereplők
| Szereplő                                                        | Hangfekvés   | Az ősbemutató szereposztása |
| --------------------------------------------------------------- | ------------ | --------------------------- |
| Alfredo (Alfréd), Anglia királya                                | tenor        | Andrea Nozzari              |
| Amalia, a királyné                                              | szoprán      | Elisabetta Ferron           |
| Eduardo, angol tábornok                                         | basszus      | Pio Botticelli              |
| Atkins, dán tábornok                                            | basszus      | Michele Benedetti           |
| Enrichetta, angol parasztlány                                   | mezzoszoprán | Anna Maria Cecconi          |
| Margherita, angol parasztlány                                   | szoprán      | Gaetana Gorini              |
| Rivers, egy dán                                                 | tenor        | Gaetano Chizzola            |
| Guglielmo, pásztor                                              | tenor        | Massimo Orlandini           |
| Pásztorlányok, angol és dán harcosok, felfegyverzett pásztorok. |              |                             |

## Cselekmény
Az idilli tájú és csendes Athelney szigetén egy váratlan esemény történik. Megérkezik az álruhába öltözött Amalia királyné és tábornoka, Edoardo. Guglielmo, a hűséges pásztor szállást ajánl nekik éjszakára, nem tudva, hogy mindketten a dánok elől menekülnek. A királyné megörül, amikor megtudja, hogy a pásztor háza egyben Alfredónak a rejtekhelye is. Az éjszaka folyamán a dán generális, Atkins álruhába öltözve belopózik Alfredóhoz és tudatja vele, hogy a rejtekhelyét ismeri az ellenség. Guglielmo felajánlja a királynak, hogy átvezeti egy biztonságosabb helyre. Útjuk során azonban rajtuk üt a dán sereg. Guglielmo és a királyi csapatok segítségére sietnek a felfegyverkezett pásztorok és legyőzik a dánokat. Alfredo felajánlja, hogy megmérkőzik nyílt terepen a dánok királyával. Győzelme után a dánok visszavonulnak, de rajtaütnek a királynén és rabul ejtik. A leleményes Amalia azonban tőrt ránt és öngyilkossággal fenyeget, ezzel húzza az időt, amíg az angol csapatok menekítésére érkeznek. Alfredo megérkezik és kiszabadítja királynéját. A nép Anglia megmentőjeként ünnepli.